# Campionati europei di ciclismo su strada 2008 - Gara in linea femminile Under-23
La gara in linea femminile Under-23 dei Campionati europei di ciclismo su strada 2008 è stata corsa il 5 luglio in Italia, con partenza ed arrivo nella località verbanese di Pallanza, su un percorso totale di 129,6 km. La medaglia d'oro è stata vinta dalla lituana Rasa Leleivytė con il tempo di 3h30'58" alla media di 36,859 km/h, argento all'ucraina Lesya Kalitovska e a completare il podio l'italiana Marta Bastianelli.
Partenza con 139 cicliste, delle quali 39 completarono la gara.

## Squadre partecipanti
| N.    | Cod. | Squadra         |
| ----- | ---- | --------------- |
| 1     | AUT  | Austria         |
| 2-4   | BEL  | Belgio          |
| 5-8   | BLR  | Bielorussia     |
| 9     | CRO  | Croazia         |
| 10-14 | CZE  | Repubblica Ceca |
| 15-17 | ESP  | Spagna          |
| 18    | EST  | Estonia         |
| 19    | FIN  | Finlandia       |
| 20-31 | FRA  | Francia         |
| 32-42 | GER  | Germania        |
| 43-54 | ITA  | Italia          |
| 55-66 | LTU  | Lituania        |

| N.      | Cod. | Squadra     |
| ------- | ---- | ----------- |
| 67-69   | LUX  | Lussemburgo |
| 70-81   | NLD  | Paesi Bassi |
| 82-84   | NOR  | Norvegia    |
| 85-93   | POL  | Polonia     |
| 94-105  | RUS  | Russia      |
| 106-107 | SVN  | Slovenia    |
| 108-116 | SUI  | Svizzera    |
| 117     | SVK  | Slovacchia  |
| 118-127 | SWE  | Svezia      |
| 128-133 | TUR  | Turchia     |
| 134-139 | UKR  | Ukraina     |

## Ordine d'arrivo (Top 10)
| Pos. | Corridore         | Squadra     | Tempo    |
| ---- | ----------------- | ----------- | -------- |
| 1    | Rasa Leleivytė    | Lituania    | 3h30'58" |
| 2    | Lesya Kalitovska  | Ucraina     | s.t.     |
| 3    | Marta Bastianelli | Italia      | s.t.     |
| 4    | Lisa Brennauer    | Germania    | s.t.     |
| 5    | Regina Bruins     | Paesi Bassi | s.t.     |
| 6    | Julie Krasniak    | Francia     | s.t.     |
| 7    | Oxana Kozonchuk   | Russia      | s.t.     |
| 8    | Lieselot Decroix  | Belgio      | s.t.     |
| 9    | Anna Sanchis      | Spagna      | s.t.     |
| 10   | Svitlana Galyuk   | Ukraina     | s.t.     |